# 宮崎町 (横浜市)
宮崎町（みやざきちょう）は、神奈川県横浜市西区の町名。丁番を持たない単独町名である。住居表示未実施区域。面積は0.061km²。

## 地理
西区の南東部の中区の付近に位置し、東に中区花咲町、西に戸部町と老松町、南に中区野毛町、北に紅葉ケ丘と接している。

## 歴史

### 沿革
- 1870年（明治3年）に成立。旧来の地名の宮ケ崎と、当地に創建された伊勢山皇大神宮に因んで命名された。
- 1889年（明治22年）11月1日 - 横浜市市制施行により、横浜市宮崎町となる[6]。
- 1927年（昭和2年）10月1日 - 中区区制施行により、横浜市中区宮崎町となる[7]。
- 1944年（昭和19年）4月1日 - 中区から西区が分区。横浜市西区宮崎町となる[8]。

## 世帯数と人口
2025年（令和7年）6月30日現在（横浜市発表）の世帯数と人口は以下の通りである。
| 町丁   | 世帯数  | 人口  |
| ------ | ------- | ----- |
| 宮崎町 | 478世帯 | 994人 |

### 人口の変遷
国勢調査による人口の推移。
| 年                 | 人口  |
| ------------------ | ----- |
| 1995年（平成7年）  | 496   |
| 2000年（平成12年） | 444   |
| 2005年（平成17年） | 391   |
| 2010年（平成22年） | 489   |
| 2015年（平成27年） | 828   |
| 2020年（令和2年）  | 1,023 |

### 世帯数の変遷
国勢調査による世帯数の推移。
| 年                 | 世帯数 |
| ------------------ | ------ |
| 1995年（平成7年）  | 193    |
| 2000年（平成12年） | 189    |
| 2005年（平成17年） | 180    |
| 2010年（平成22年） | 254    |
| 2015年（平成27年） | 415    |
| 2020年（令和2年）  | 499    |

## 学区
市立小・中学校に通う場合、学区は以下の通りとなる（2024年11月時点）。
| 番地 | 小学校             | 中学校                 |
| ---- | ------------------ | ---------------------- |
| 全域 | 横浜市立本町小学校 | 横浜市立横浜吉田中学校 |

## 事業所
2021年現在の経済センサス調査による事業所数と従業員数は以下の通りである。
| 町丁   | 事業所数 | 従業員数 |
| ------ | -------- | -------- |
| 宮崎町 | 32事業所 | 371人    |

### 事業者数の変遷
経済センサスによる事業所数の推移。
| 年                 | 事業者数 |
| ------------------ | -------- |
| 2016年（平成28年） | 22       |
| 2021年（令和3年）  | 32       |

### 従業員数の変遷
経済センサスによる従業員数の推移。
| 年                 | 従業員数 |
| ------------------ | -------- |
| 2016年（平成28年） | 362      |
| 2021年（令和3年）  | 371      |

## 施設
- 伊勢山皇大神宮
- 横浜市民ギャラリー
- 成田山横浜別院延命院
- 日本基督教団紅葉坂教会

## その他

### 日本郵便
- 郵便番号：220-0031[3]（集配局：神奈川郵便局[18]）

### 警察
町内の警察の管轄区域は以下の通りである。
| 番・番地等 | 警察署     | 交番・駐在所   |
| ---------- | ---------- | -------------- |
| 全域       | 戸部警察署 | 野毛山公園交番 |